# Twardziak włosistobrzegi

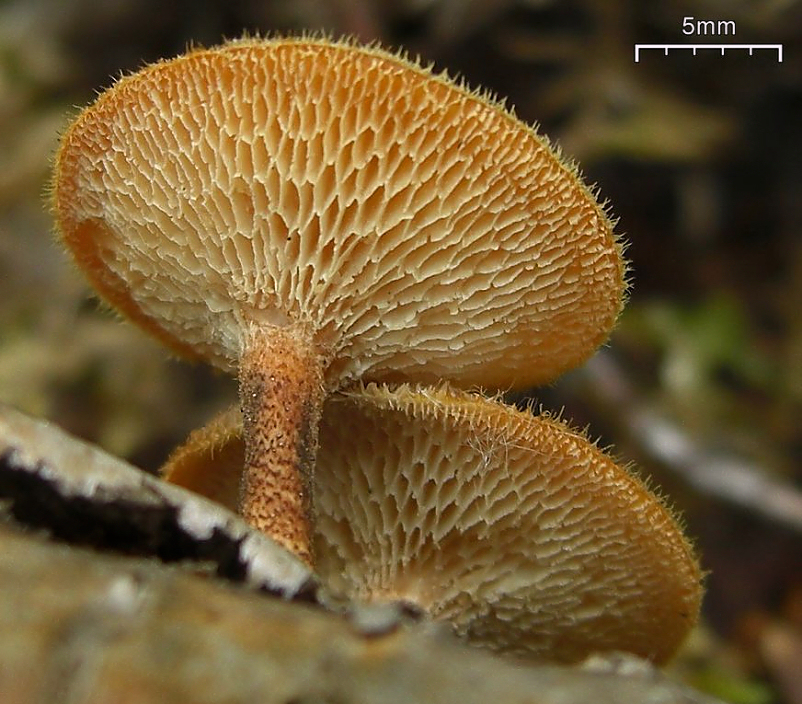
Dolna strona owocnika z hymenoforem

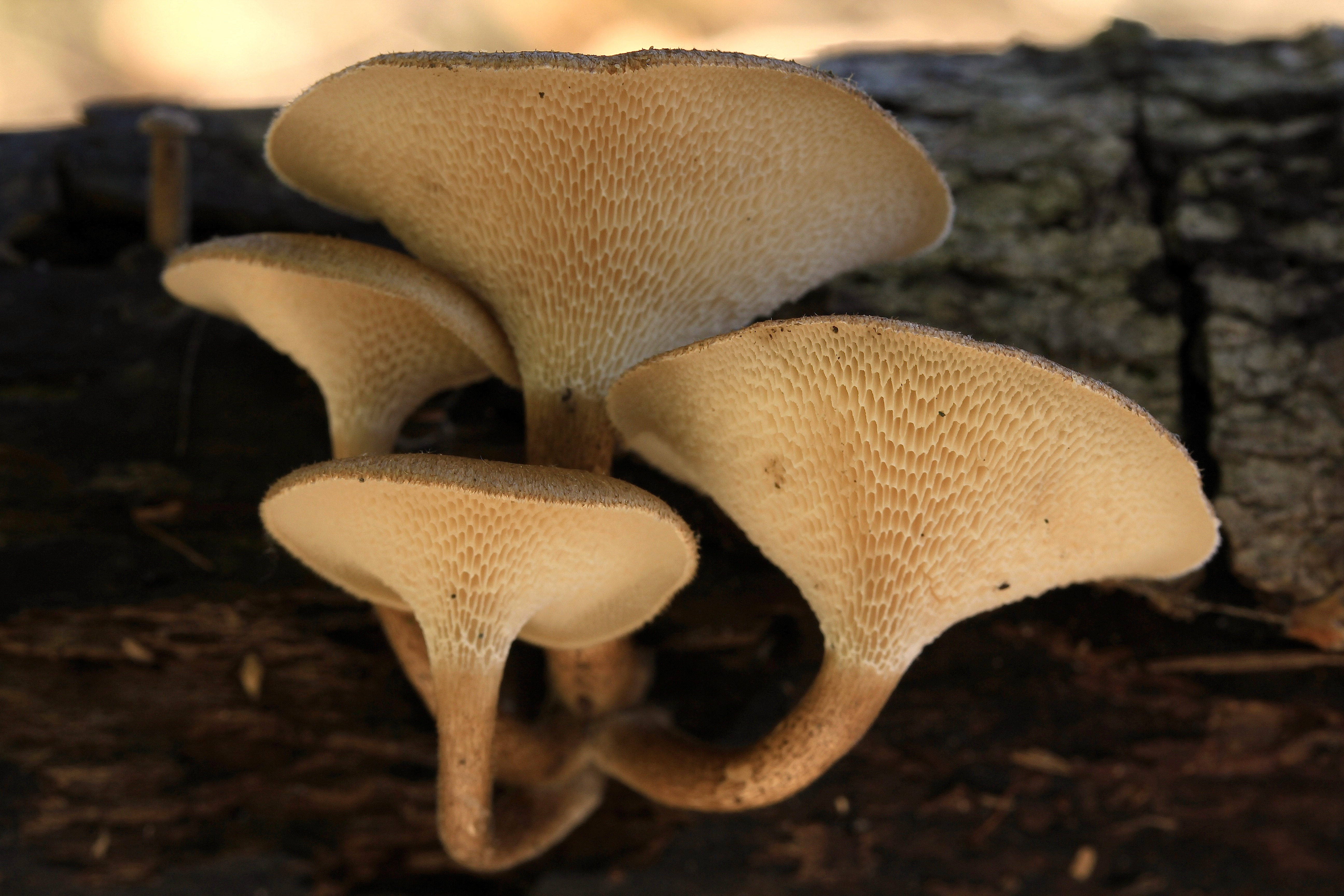

Twardziak włosistobrzegi, żagiew włosistobrzega (Lentinus arcularius  (Batsch) Zmitr.) – gatunek grzybów należący do rodziny żagwiowatych (Polyporaceae).

## Systematyka i nazewnictwo
Pozycja w klasyfikacji według Index Fungorum: Lentinus, Polyporaceae, Polyporales, Incertae sedis, Agaricomycetes, Agaricomycotina, Basidiomycota, Fungi.
Po raz pierwszy takson ten zdiagnozował w 1783 r. August Johann Batsch nadając mu nazwę Boletus arcularius. Obecną, uznaną przez Index Fungorum nazwę nadał mu w 2010 r. Iwan Zmitrowicz, przenosząc go do rodzaju Lentinus.
Synonimów ma około 50. Niektóre z nich:
- Favolus arcularius (Batsch) Fr. 1913
- Heteroporus arcularius (Batsch) Lázaro Ibiza 1916
- Polyporellus agariceus (Berk.) Pilát 1936
- Polyporus arcularius (Batsch) Fr. 1821
- Polyporus ciliatus Fr. 1815[2].

F. Kwieciński w 1896 r. podał polską nazwę żagiew włosistobrzega. Po przeniesieniu gatunku do rodzaju Lentinus stała się niespójna z nazwą naukową. W 2021 r. Komisja ds. Polskiego Nazewnictwa Grzybów zarekomendowała nazwę twardziak włosistobrzegi.

## Morfologia
Kapelusz
Średnica 1–4, wyjątkowo do 8 cm, grubość 1–4 mm, kształt okrągły, wypukły i nieco lejkowaty. Brzeg ostry, podwinięty i pokryty szczecinkami. Powierzchnia szorstka i gęsto pokryta łuseczkami. Ma kolor od jasnobrązowego przez ochrowobrązowy do żółtobrązowego. Podczas wysychania powierzchnia ulega koncentrycznemu pomarszczeniu. Charakterystyczną cechą jest wystawanie włosków wyraźnie poza brzeg kapelusza.
Hymenofor
Rurkowaty. Rurki nieco zbiegające, o długości do 3 mm. Pory białe lub kremowe, wielokątne i wydłużone, o długości 1–2 mm i szerokości 0,5–1 mm. Przy brzegu kapelusza pory małe. Pory są duże i wyraźnie uszeregowane w promieniste rzędy.
Trzon
Wysokość 3–6 cm, grubość 2-4, wyjątkowo do 7 mm. Jest centryczny lub niemal centryczny, walcowaty, pełny u podstawy nieco grubszy. Powierzchnia o barwie jasnobrązowej, pokryta drobnymi łuseczkami i filcowata.
Miąższ
Suchy, twardy i łamliwy, w kapeluszu ma grubość 1–2 mm. Smak łagodny, zapach niewyraźny.
Wysyp zarodników
Biały. Zarodniki cylindryczne, gładkie, o rozmiarach 7–11 × 2–3 μm.
Gatunki podobne
- twardziak zimowy (Lentinus brumalis) ma również duże i podobne pory, ale jest ciemniejsza i nie ma orzęsionego brzegu kapelusza[6].
- żagiew wielkopora (Neofavolus alveolaris) ma też duże pory, ale występuje głównie na jesionie,
- twardziak orzęsiony (Lentinus substrictus) ma kapelusz włochaty lub filcowaty, pory drobne[6].

## Występowanie i siedlisko
Gatunek szeroko rozprzestrzeniony w Ameryce Północnej, szczególnie w jej zachodniej części. W Europie Środkowej występuje w rozproszeniu i tylko w jej południowej i południowo-wschodniej części. W Polsce jest niezbyt częsty.
Rośnie na martwych, opadłych gałęziach drzew liściastych, szczególnie na olszy czarnej, brzozie brodawkowatej, buku, dębie. Owocniki pojawiają się od lutego do listopada.

## Znaczenie
Saprotrof. W Europie uważany jest za grzyb niejadalny, w innych krajach świata jest jednak jadalny; znajduje się na liście grzybów jadalnych w Hongkongu, Nepalu, Papui-Nowej Gwinei i Peru.